# Теракт у Стамбулі (2022)
13 листопада 2022 о 16:20 за місцевим часом на проспекті Істікляль у районі Бейоглу в місті Стамбул у Туреччині стався вибух. Загинуло щонайменше 8 людей, 81 поранено.
2015 і 2016 року в місті відбувалися терористичні атаки, організовані ІДІЛ і бойовиками Робітничої партії Курдистану. 2016 року терорист-смертник ІДІЛ в цьому ж районі вбив 4 людей.
Жодне угрупування не взяло на себе відповідальності, турецька влада підозрює, що за нападом стоять курди, а саме РПК і Партія демократичного союзу сирійських курдів. Влада оголосила про арешт терориста та ще 46 осіб. РПК відмовилася від відповідальності, звинувативши Туреччину в організації вибуху, щоб виправдати репресії.

## Вибух
Вибух стався на проспекті Істікляль у Бейоглу, європейській частині Стамбула. Проспект є популярним туристичним районом і однією з головних доріг, що ведуть до площі Таксім. Вибух стався перед магазином, в цей час у районі було чимало людей, оскільки неподалік мав проходити футбольний матч. Вибухнув саморобний пристрій з тротилом. На місце події прибули пожежники та швидка допомога. Поліція встановила периметр навколо місця вибуху та заборонила людям приходити на проспект Істікляль і площу Таксім.

## Жертви
Загинуло 8 людей, щонайменше 81 було поранено. Загиблі належали до трьох сімей, серед них — 15-річний підліток і 9-літня дитина. Двоє загиблих — Юсуф Мейдан, член міністерства сім'ї та соціальних служб, і його трирічна дочка Екрін. З 81 пацієнта, який отримав допомогу в лікарні, 39 були виписані того ж дня, а п'ятеро залишилися в реанімації.

## Розслідування
Головна прокуратура Стамбула почала розслідування, щонайменше вісім прокурорів були призначені для розгляду справи. Міністр юстиції Бекір Боздаг сказав, що на відео потрапила жінка, яка 40 хвилин сиділа на лавці, і пішла незадовго до вибуху.
14 листопада Сулейман Сойлу звинуватив PKK у причетності до нападу та оголосив про арешт терориста та ще 21 підозрюваного. Сойлу стверджував, що атаку здійснила РПК у відповідь на турецьке вторгнення в північно-східну Сирію, і критикував США за підтримку курдських загонів народної оборони (YPG) на північному сході Сирії.
Турецька поліція затримала головну підозрювану в нападі, громадянку Сирії Ахлам Альбашир. Пізніше вона підтвердила турецькій поліції свою приналежність до згаданих вище партій. Альбашир зізналась, що пройшла підготовку офіцера розвідки в Загонах народної оборони (YPG) і PYD у Сирії та потрапила до Туреччини через Афрін. 
Сойлу також висунув звинувачення проти США, які він звинуватив у підтримці курдських груп у Сирії. Він звинуватив США у нападі на поліцейську ділянку, який стався на півдні Туреччини у вересні, і заявивши до цього, що вони профінансували Партію демократичного союзу сирійських курдів (PYD) на суму до 2 доларів. мільярд з 2019 року.
Джіян Тосун, юрист і член Асоціації прав людини, був звинувачений у закладанні бомби за наказом PKK політиком ультраправої партії Перемоги Адемом Таскай. Після цього їй неодноразово погрожували, і вона воліла залишитися в будівлі суду, а не повертатися додому.

## Наслідки
Приблизно через годину після вибуху Кримінальний суд Стамбула заборонив трансляцію для всіх візуальних та аудіоновинних сайтів і соціальних мереж, пов'язаних із інцидентом. Дозволено повідомляти лише про інтерв'ю з урядовцями. Тоді CNN Türk і TRT припинили повідомляти про інцидент. Швидкість Інтернету по всій Туреччині та доступ до соціальних медіа-платформ, таких як Twitter, значно зменшилися після події.
Антитерористичне управління Стамбула вирішило призупинити права на захист підозрюваних, а також користувачів Інтернету, які поділилися «негативною інформацією» про атаку в соціальних мережах.

## Реакції

### Внутрішня
Екрем Імамоглу, мер Стамбула, оглянув місце вибуху, а міністр охорони здоров'я Фахреттін Коджа сказав, що постраждалих лікують у лікарнях поблизу, також зазначивши, що подія є терористичним актом. Президент Ердоган оприлюднив заяву, в якій йдеться: «Після віроломного нападу наші поліцейські виїхали на місце події, а наших поранених відправили до навколишніх лікарень. Зусилля захопити Туреччину та турецьку націю за допомогою тероризму не досягнуть своєї мети ні сьогодні, ні в майбутньому, так само, як вони зазнали невдачі вчора».
Про це заявив лідер Республіканської народної партії (CHP) Кемаль Кілічдароглу одразу після нападу: «Ми повинні об'єднатися проти всіх форм тероризму. Ми повинні підняти спільний голос проти всіх форм тероризму та засудити тероризм. Незалежно від того, звідки походить терор, яке б не було його джерело, 85 мільйонів людей, які живуть у цій країні, мабуть, говорять те саме. Вони повинні проклинати тероризм, тих, хто його здійснює, і тих, хто його підтримує. Коли ми це зробимо, у нас буде єдність сердець, краще нам буде обійняти один одного».
Голова Хорошої партії (İYİ) Мерал Акшенер засудила напад, заявивши: «Я рішуче засуджую цей підлий напад. Ми хочемо, щоб винні були спіймані якомога швидше».
Курдська народно-демократична партія (HDP) висловила свій «глибокий сум і скорботу з приводу вибуху, в результаті якого загинули шестеро наших співгромадян і поранено ще 81», додавши, що «наше горе і скорбота великі. Милості Божої бажаємо загиблим громадянам». Напад також засудив ув'язнений колишній голова HDP Селахаттін Демірташ.
Федерація футболу Туреччини (TFF) оголосила, що матч Süper Lig на Vodafone Park між Бешикташем і Антальяспором був перенесений через вибух. Кілька футбольних клубів висловили свої співчуття.

### Міжнародна
Багато країн, зокрема Азербайджан, Канада, Франція, Німеччина, Греція, Індія, Ізраїль, Італія, Йорданія, Нідерланди, Палестина, Пакистан, Росія, Саудівська Аравія, Швейцарія, Україна, ОАЕ, Британія, США та Узбекистан засудив напад і висловив співчуття. Співчуття також висловили такі міжнародні організації, як Європейська рада, НАТО та Організація тюркських держав (OTS).
При цьому, Туреччина не прийняла співчуття США.